# Famille Guaita

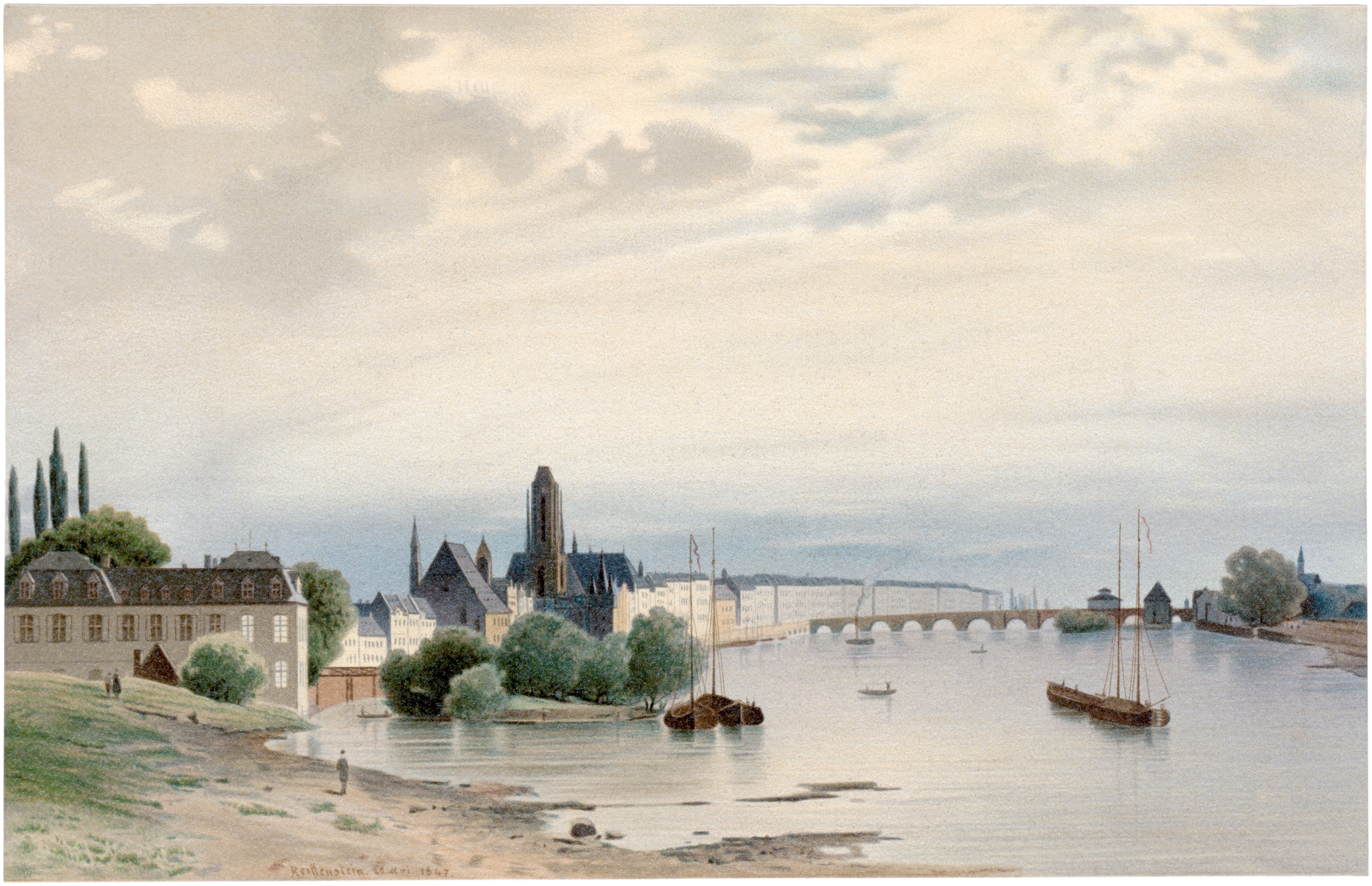
Ancienne maison de campagne Mainlust (à gauche) de la famille Guaita.

La famille Guaita est une famille lombarde de banquiers et de manufacturiers établie au XVIIe siècle à Francfort-sur-le-Main.

## Historique

### Origine, noblesse
La famille remonte au XIVe siècle à Pierre Guaita, de Codogna (Lombardie), un de ses membres, Innocent-Antonio Guaita (1692-1744), banquier et commerçant, migra à Francfort en Allemagne.

### Banque Guaita
Elle a été créée par Innocentio-Antonio Guaita en 1712 à Francfort-sur-le-Main, à sa mort, son fils Antoine-Marie Guaita en devient propriétaire.
La banque est considérable, par sa sûreté, son étendue et l'activité de ses opérations, elle tient toutes les caisses d'Italie et des Provinces-Unies. Sa grande fortune et son grand crédit lui permettent de rendre d'importants services financiers à l'armée française en 1760.

### Commerce « Innocentio & Matthäo Guaita»
En 1628, Giacomo Cetto (parfois orthographié Cetti), fonde avec Martin Bellino la société Bellino, Cetto et compagnie. Ils vendent des fruits du sud qu'ils importent. La société est locataire de trois magasins à Francfort en 1641 sur la Neue Kräme. Martin Brentano, le gendre de Martin Bellino, entre dans la société en 1651 qui s'appelle alors « Bellino, Brentano et Cetto ». C'était la plus ancienne des sociétés commerciales italiennes à Francfort.
Innocentio Guaita, arrière-grand-père d’Antoine-Marie Guaita, succède à son Oncle, Giacomo Cetto, et devient propriétaire de la boutique. Il prend son frère comme partenaire commercial. Il renomme alors la maison de commerce Innocentio & Matthäo Guaita en 1656.
Le commerce revient ensuite à son petit-fils, Innocent-Antonio Guaita, qui continue avec succès et acquiert une réputation en tant que marchand. Son frère Josef est partenaire commercial. Il y importe et vend des vins napolitains, de la région rhénane et espagnols, du colza, de l'huile d'arbre, du beurre et fromage, du sucre des Indes orientales et des Antilles, du cacao, des fruits italiens, du tabac, bouchon, bois de couleur, mais aussi des rubans de soie, des étoffes, fanons, gants, bas, dentelle, soie à coudre, boucles de chaussures. Il se fournit principalement à Amsterdam, Bruxelles, Cologne et Bonn, Codonia et Gênes.
Contrairement aux Brentano (de) qui obtenaient leurs marchandises d'Allemagne, son entreprise est un commerce de gros international. Mais les deux étaient considérés comme les plus riches et les plus distingués, ils avaient comme clients les princes et la noblesse. Le magasin des Guaita est le plus important de Francfort.
Antoine-Marie Guaita succède à son père. Son commerce de détail en épicerie est situé en dehors de son domicile, ce qui est un privilège exclusivement réservé à ceux qui avait le droit de bourgeoisie. Il a encore plus réussi à promouvoir l'importance de l'entreprise familiale et sa réputation. Par son premier mariage avec Johanna-Claudine Monet, la fille du très riche marchand de vin de Francfort Jean-Louis Monet (originaire de Savoie), il augmente son capital.
Son commerce d’épiceries représente peu par rapport à ses autres activités. Il ne le dirige pas, et en laisse l’administration à cinq employés (commis).
À sa mort en 1808, son neveu Louis de Guaita (1765-1839), fils de Johann-Baptista Guaita, devient propriétaire de l'entreprise d'épicerie familiale Innocentio & Matthäo Guaita créée par son trisaïeul. Il la revend en 1813.

### Manufactures de glaces et verres de Saint-Quirin et Monthermé
Antoine-Marie Guaita est copropriétaire de deux manufactures importantes, l’une à Francfort-sur-le-Main, l’autre, les Manufactures de glaces et verres de Saint-Quirin et Monthermé, en Moselle et en Ardennes.
La verrerie de Saint-Quirin cherche un partenaire financier et trouve Antoine-Marie Guaita en 1760 qui deviendra rapidement propriétaire des 2/5e de la verrerie. En 1766, lui et ses associés rachètent la verrerie de Monthermé.
Les Manufactures de glaces et verres de Saint-Quirin et Monthermé connaîtront une ascension fulgurante, et deviendront rapidement le concurrent numéro un de la Manufacture des Glaces de Saint-Gobain.

## Membres notables
- Antoine-Marie Guaita (1722-1808), banquier et homme d’affaires
- Cornelius von Guaita (de) (1766–1820), maire d'Aix-la-Chapelle
- Georg Friedrich von Guaita (de) (1772–1851), maire de Francfort
- Max von Guaita (de) (1842–1903), homme d'affaires et homme politique
- Mathilde von Guaita (de) (1850–1890), Mäzenin de la ville de Francfort
- Stanislas de Guaita (1861-1897), occultiste et poète
- Leon von Guaita (de) (1878–1932), constructeur de la Villa Guaita (de)

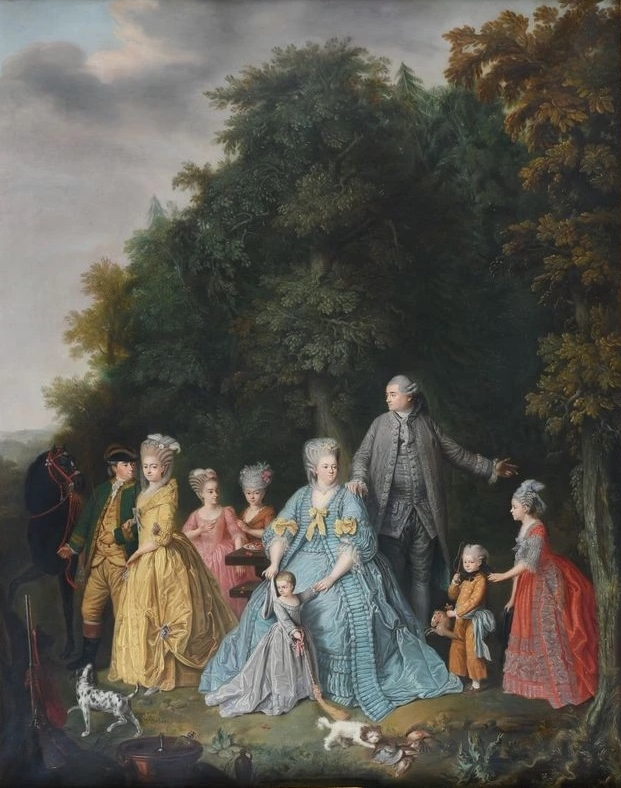
Antoine Marie de Guaita et sa famille.
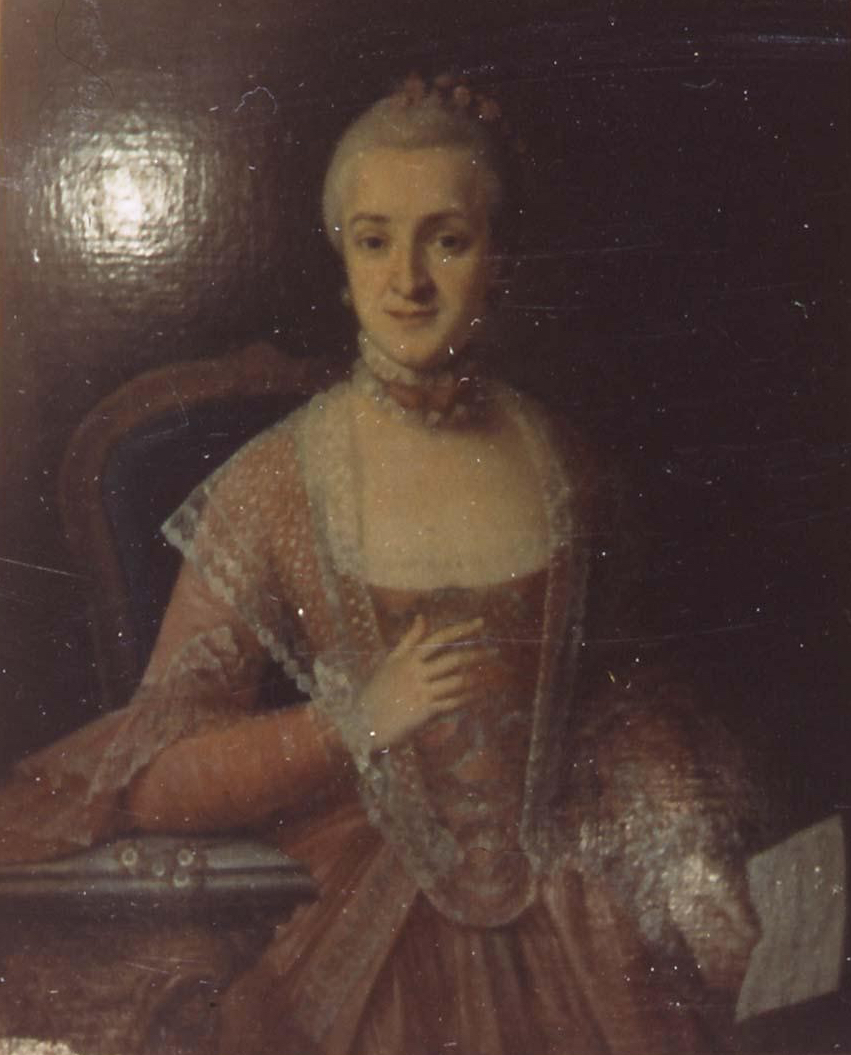
Mme O'Hicky d'Arundel, née Marie Madeleine Ignace de Guaita.
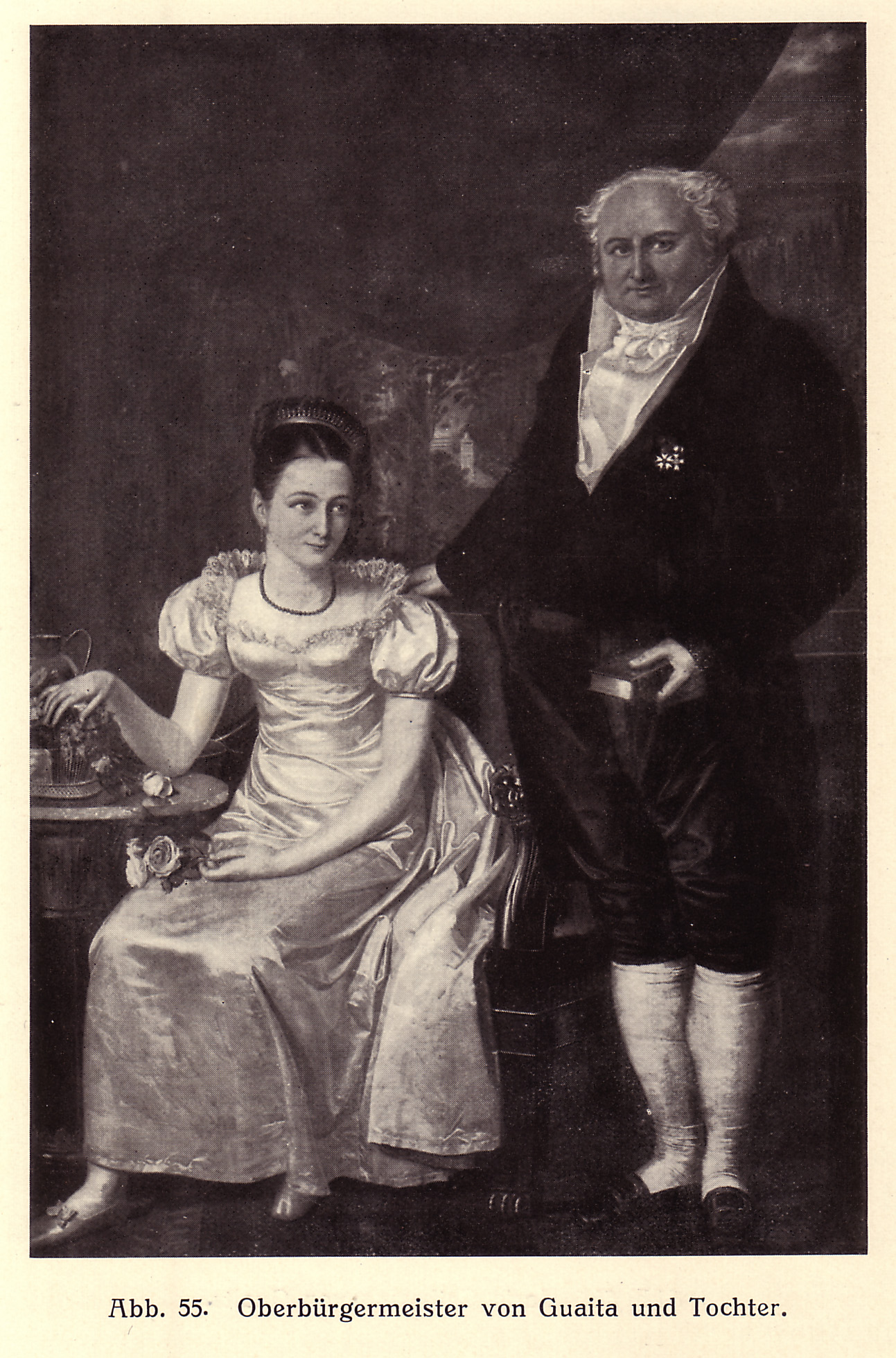
Lord Mayor Cornelius von Guaita (1766-1821) et son épouse Maria Catharina Josepha. Peinture de Jean Baptiste Bastiné
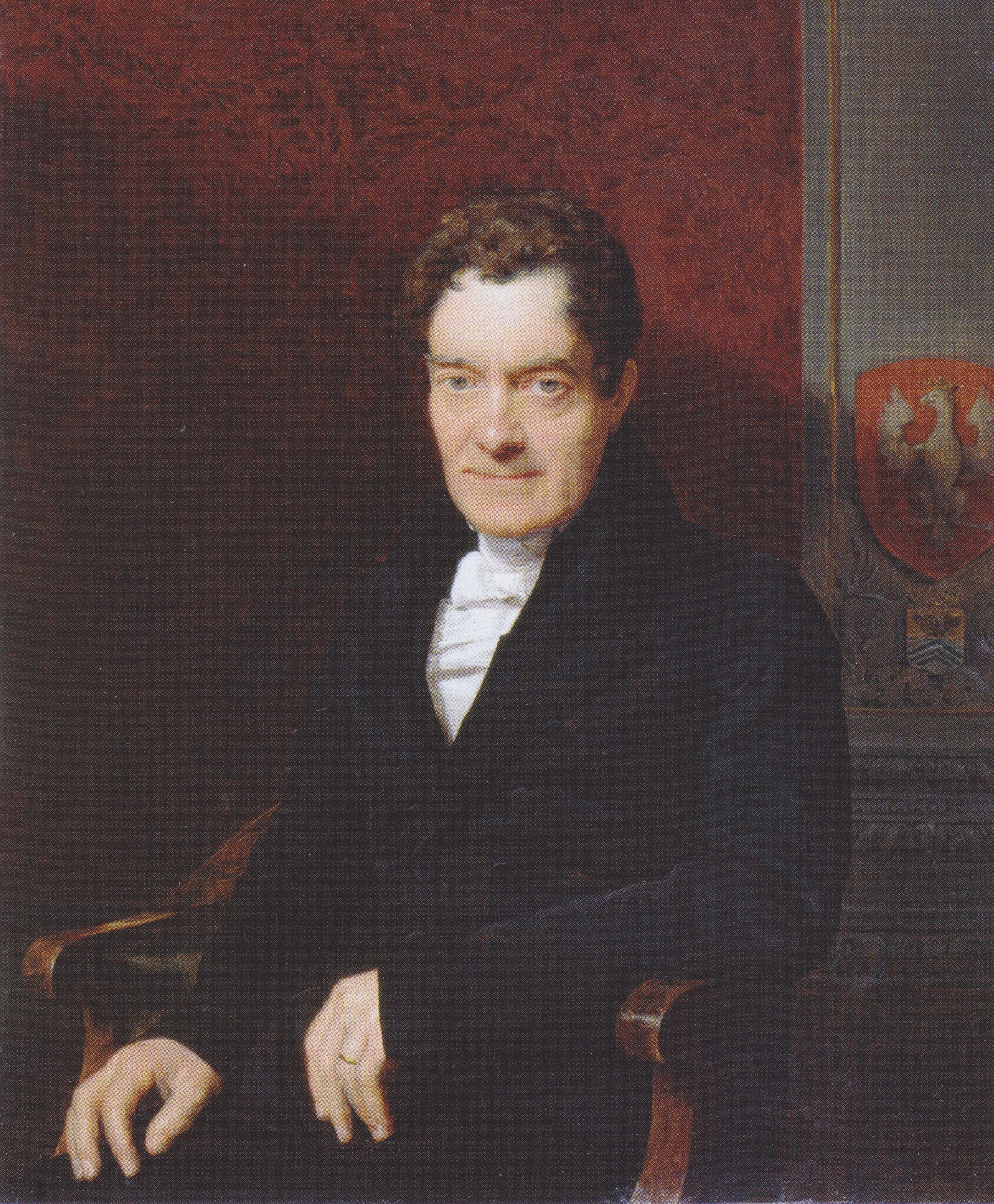
Georg Friedrich von Guaita.
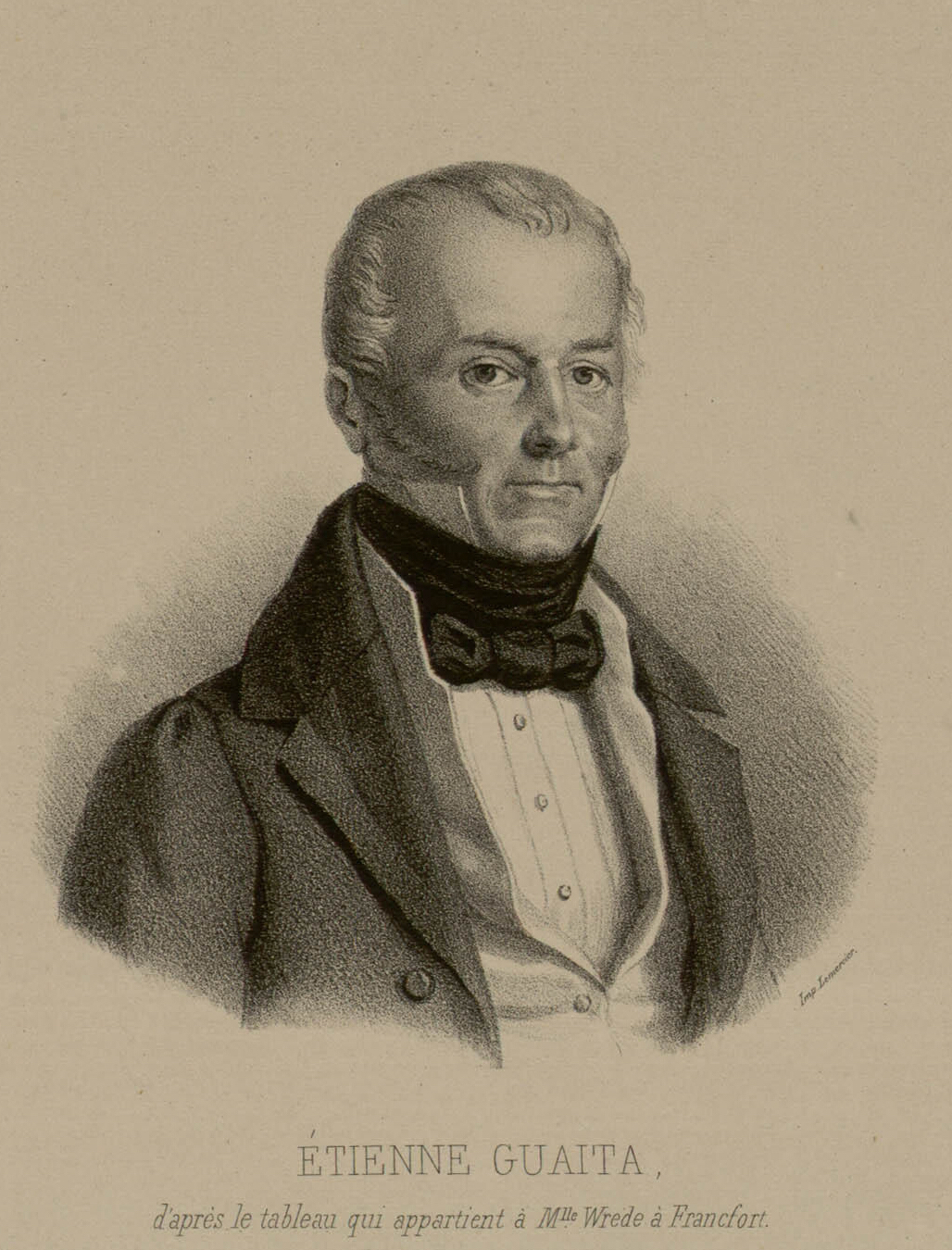
Étienne Guaita.
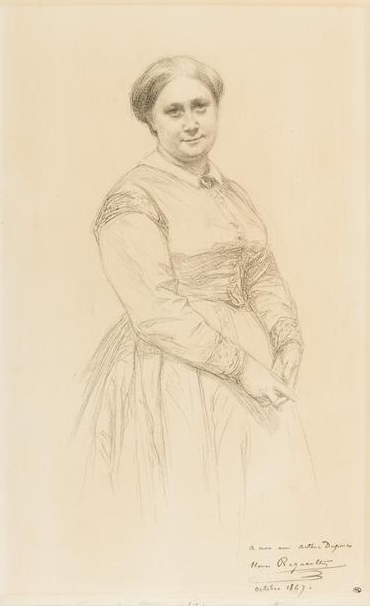
Mme Charles Foucques Duparc, née Amélie de Guaita.
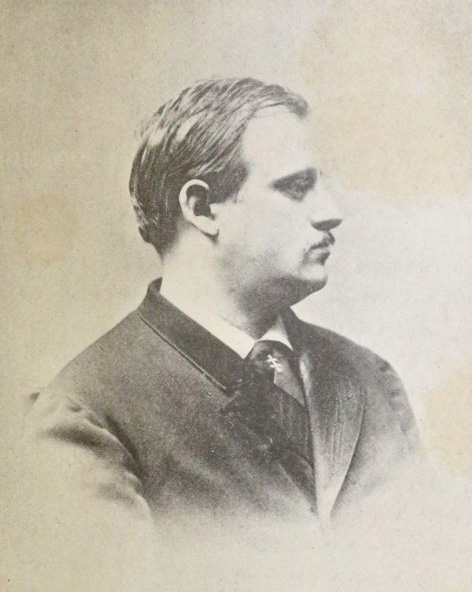
Stanislas de Guaita

## Armes, blasons, devises

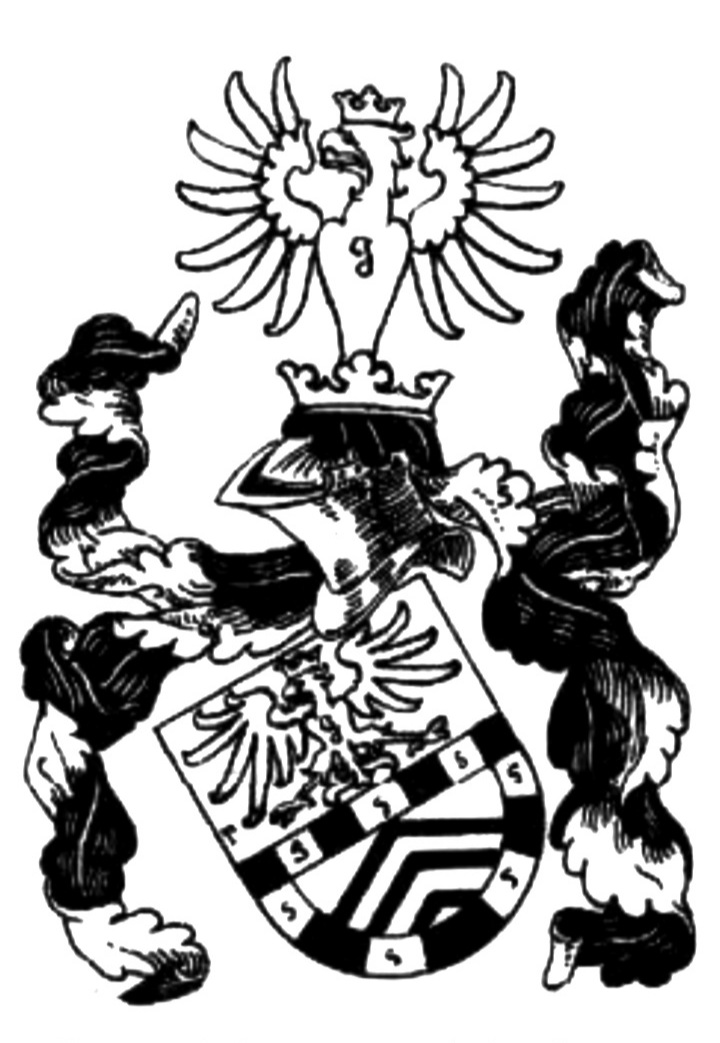
Armoiries de la famille de Guaïta